# Nasser bin Abd al-Aziz Al Sa'ud
Nāṣer bin ʿAbd al-ʿAzīz Āl Saʿūd (in arabo ناصر بن عبد العزيز ال سعود‎?; Riyad, 1911 – Riyad, 15 settembre 1984) è stato un principe e politico saudita, membro della famiglia reale Al Saʿūd.

## Primi anni di vita ed educazione
Il principe Nāṣer è nato a Riyad nel 1911. Altri sostengono che il principe nacque nel 1913 e nel 1921. Era il sesto figlio di re Abd al-Aziz. Sua madre era Bazza, una donna marocchina e non aveva fratelli. È stato educato a Riyad presso la scuola del palazzo, imparando il Corano, l'equitazione e le tecniche di guerra.

## Governatore
Re ʿAbd al-ʿAzīz lo ha nominato governatore della Provincia di Riyad nel 1938. Tuttavia, ha dovuto dimettersi dal suo incarico a causa di un evento, che ha portato alla morte di uno dei suoi fratellastri e di altre persone. Quando il principe Nāṣer era governatore, ha organizzato una festa e il fratellastro, il principe Manṣūr, allora ministro della difesa, e diversi stranieri morirono di avvelenamento da alcol. Dopo questo evento, re ʿAbd al-ʿAzīz lo fece imprigionare. In seguito, Nāṣer fu rimosso dall'incarico e si ritirò dalla vita pubblica.

## Esclusione dalla successione
Il principe Nāṣer è stato escluso dalla successione al trono a causa dell'incidente avvenuto durante il suo mandato come governatore. D'altra parte, il principe Saʿd e lui erano più anziani del principe Fahd quando quest'ultimo è stato nominato principe ereditario nel 1975. Tuttavia entrambi sono stati considerati come contendenti deboli a causa del loro essere relativamente meno esperti di cosa pubblica.
La sua mancanza di realizzazione e le origini materne non saudite sono stati fattori decisivi che hanno portato alla sua esclusione, uniti ai suoi costumi definiti "dissoluti".

## Vita personale
Una delle sue molte mogli è stata Mūḍā bint Aḥmad bin Muḥammad al-Sudayrī, la sorella della madre dei sette fratelli Sudayrī, Ḥaṣṣa. Hanno avuto cinque figli: Khālid, ʿAbd Allāh, Fahd, Turkī e Aḥmad.
Uno dei suoi figli, Turkī, è un ex ufficiale militare ed è stato a capo della Presidenza di Meteorologia e Ambiente. Un altro, Muḥammad bin Nāṣer, è il governatore della provincia di Jizan. Manṣūr bin Nāṣer è uno dei consiglieri di re ʿAbd Allāh. Un altro figlio, ʿAbd al-ʿAzīz, è imprenditore e padre di Saʿūd bin ʿAbd al-ʿAzīz che ha ucciso un suo servitore a Londra nel 2010.

## I matrimoni
Le mogli del principe sono state:
- Principessa Ḥaṣṣa bint Muḥammad bin Saʿūd Al Thunayan
- Principessa Mūḍā bint Aḥmad al-Sudayrī
- Principessa Waḍḥā bint Sulṭān Al Adgham al-Sibayʿī
- Principessa Tarīfa bint Fayṣal bin Ḥammūd al-ʿObayd al-Rashīd
- Principessa al-ʿAnūd bint Rashīd al-Jabr al-Rashīd
- Principessa Lūʾlūʾ bint ʿAbd al-Raḥmān al-Muhannā
- Principessa Nūra bint ʿAbd al-ʿAzīz bin Fahd bin Muʿammar
- Principessa Samīra Mukhtār Bashīr Saʿdāwī (libica)
- Principessa Wadha bint Muḥammad al-ʿAzmā al-Sibayʿī

## Morte
Nei suoi ultimi anni il principe Nāṣer non poteva camminare e utilizzava una sedia a rotelle. Morì il 15 settembre 1984 a Riad e fu sepolto nel cimitero al-'Ud della città.

## Eredità
La sua famiglia ha fondato il Centro per l'Autismo "Principe Nāṣer bin ʿAbd al-ʿAzīz", un organismo affiliato al Centro Saudita per l'Autismo e il centro è stato aperto nel mese di aprile 2012.